# Félix del Blanco Prieto
Félix del Blanco Prieto (15 juin 1937 – 10 avril 2021) est un prélat espagnol de l'Église catholique qui a passé sa carrière dans le service diplomatique du Saint-Siège, y compris des périodes à la tête des missions dans des pays tels que l'Angola (en) et Malte parmi d'autres pays. Il est ensuite nommé aumônier du bureau des Œuvres pontificales en 2007 et prend sa retraite de ce même poste en 2012

## Biographie
Félix del Blanco Prieto est né à Morgovejo (es), Castille-et-León, Espagne, le 15 juin 1937. Il est ordonné prêtre le 27 mai 1961. Il est secrétaire du cardinal Agostino Casaroli, Secrétaire d'État

## Carrière diplomatique
Le 31 mai 1991, le pape Jean-Paul II le nomme archevêque titulaire de Vannida (de), pro-nonce apostolique à Sao Tomé-et-Principe (en), et délégué apostolique en Angola (en) Il reçoit sa consécration épiscopale du cardinal Agostino Casaroli le 6 juillet 1991
Le 5 mai 1996, le pape Jean-Paul II le nomme nonce apostolique au Cameroun, ajoutant le titre de nonce apostolique en Guinée équatoriale (en) le 28 juin
Le 5 juin 2003, le pape Jean-Paul II le nomme nonce apostolique à Malte et ajoute le titre de nonce apostolique en Libye le 24 juin
Le 28 juillet 2007, le pape Benoît XVI le nomme aumônier papal. Le pape Benoît accepte sa démission le 3 novembre 2012

## Mort
Il décède à la polyclinique Gemelli de Rome le 10 avril 2021 à l'âge de 83 ans. Le pape François est présent aux funérailles privées de Monseigneur Félix del Blanco Prieto. Le service funèbre commence à midi et est officié par le cardinal Pietro Parolin, Secrétaire d'État du Vatican, à l'autel de la Chaire dans la basilique Saint-Pierre,,